# تنگیز آبولادزه
تنگیز آبولادزه (گرجی: თენგიზ აბულაძე؛ ۳۱ ژانویهٔ ۱۹۲۴ – ۶ مارس ۱۹۹۴) یک کارگردان، و فیلم‌نامه‌نویس اهل گرجستان بود.
وی همچنین برنده جوایزی همچون جایزه هنرمند مردمی اتحاد جماهیر شوروی شده است.
- توبه (فیلم ۱۹۸۷)